# Valérie Moreau
Valérie Moreau est une actrice française.

## Filmographie

### Cinéma
- 2000 : Merci pour le geste de Claude Faraldo : la dame de la réception
- 2001 : Je suis un super héros de Eric Guirado - court métrage : Valérie
- 2001 : La Boîte de Claude Zidi : Nathalie
- 2001 : Vertiges de l'amour de Laurent Chouchan : Philomène
- 2002 : Irène de Ivan Calbérac : la voisine d'Irène
- 2003 : Quand tu descendras du ciel de Eric Guirado - court métrage : Corinne
- 2003 : Le Temps du loup de Michael Haneke : la femme de Fred
- 2004 : Casablanca Driver de Maurice Barthélemy : Marilyn Monroe
- 2004 : Mensonges et trahisons et plus si affinités... de Laurent Tirard : la sage-femme
- 2005 : Papa de Maurice Barthélemy : Karine, la caissière de la station-essence
- 2007 : La Môme de Olivier Dahan : Jeanne
- 2008 : Mes stars et moi de Lætitia Colombani : la teinturière
- 2010 : Moi, autobiographie, seizième version de Pierre Méréjkowsky : l'avocate
- 2011 : Mon pire cauchemar de Anne Fontaine : Evelyne
- 2012 : Mince alors ! de Charlotte de Turckheim : Isabelle
- 2016 : Il a déjà tes yeux de Lucien Jean-Baptiste : Mme Perez

### Télévision
- 1998 : Samedi soir à Paris de Laurent Ardoint et Stéphane Duprat - court métrage : Sabrina
- 1999 : La Crèche : Martine
- 2002 : Marie Marmaille, téléfilm de Jean-Louis Bertuccelli : Paulette
- 2002 : Famille d'accueil (série télévisée) :
  - Saison 1 - épisode 2 : Une mère à tout prix  de Daniel Janneau : Léa
- 2003 : La Crim' (série télévisée) :
  - Saison 8 - épisode 4 : Hache de guerre de Dominique Guillo : Pilar
- 2003 : Une amie en or, téléfilm de  Eric Woreth : Colette
- 2005 : Julie Lescaut (série télévisée) :
  - Saison 15 - épisode 3 : Frères d'armes de Luc Goldenberg : Rosalie
- 2005 : Groupe flag (série télévisée) :
  - Saison 3 - épisode 6 : Pas de fumée sans feu  de Étienne Dhaene : la patronne du restaurant
- 2005 : Vénus et Apollon (série télévisée) :
  - Saison 1-  épisode 17 : Soin d'orage de Olivier Guignard
- 2007 : L'Avare, téléfilm de Christian de Chalonge : Dame Claude
- 2007 : Les Camarades, téléfilm de François Luciani : l'infirmière
- 2007 : Paris enquêtes criminelles (série télévisée) :
  - Saison 1 - épisode 5 : Scalpel de Gilles Béhat : Mercedes
- 2008 : PJ (série télévisée) :
  - Saison 12 - épisode 4 : Jugement dernier de Thierry Petit : Mariem
- 2009 : Les Bleus, premiers pas dans la police (série télévisée) :
  - Saison 2 - épisode 2 : Nouveau départ de Didier Le Pêcheur : Christine Marty
- 2010 : La Commanderie de Didier Le Pêcheur (série télévisée) : la belle laitière 
  - Saison 1 - épisode 1 : Jeu de dupes
  - Saison 1 - épisode 2 : L'or des Templiers
  - Saison 1 - épisode 3 : Volonté divine
  - Saison 1 - épisode 5 : L'arrivée du duc d'Anjou
  - Saison 1 - épisode 6 : L'imposteur
  - Saison 1 - épisode 7 : Trésor et tentations
- 2010 : Un village français (série télévisée) :
  - Saison 3 - épisode 7 : Une chance sur deux  de Jean-Marc Brondolo : la première voix féminine
- 2011 : Deux flics sur les docks (série télévisée) : la mère de Doodie 
  - Saison 1 - épisode 1 : Les anges brisés de Edwin Baily
  - Saison 1 - épisode 2 : Lignes blanches de Edwin Baily